# Antoine de Montchrétien
Antoine de Montchrétien oder Montchrestien (* 1576 in Falaise (Normandie); † 7. Oktober 1621 in Auxonne sur Loire) war ein französischer Ökonom aus der Zeit des Merkantilismus. Er war der Erste, der ein Buch unter dem Titel „Politische Ökonomie“ herausgebracht hat. Außerdem hat er Dramen verfasst.

## Leben
Montchrétien war der Sohn eines Apothekers. Er verbrachte einige Zeit in den Niederlanden, wobei er das dortige für die damalige Zeit weit fortgeschrittene politische und ökonomische System kennenlernte. 1609 kehrte er nach Frankreich zurück, um das Gelernte umzusetzen. Er eröffnete eine Schmiede und eine Werkzeugfabrik.
Sein Traité d'économie politique wurde 1615 veröffentlicht. Die Abhandlung war an Ludwig XIII. gerichtet und enthielt praktische Ratschläge, Überlegungen und Anregungen, den Reichtum Frankreichs zu mehren. Montchrétien lobte den Handel und setzte sich für eine Ausweitung der Märkte durch Unterstützung des Staats ein. Joseph A. Schumpeter beurteilte das Buch in seiner Geschichte der ökonomischen Analyse als mittelmäßig und ohne Originalität; es enthalte sinnvolle Empfehlungen, aber auch elementare Denkfehler, die darauf hindeuteten, dass es eher unter dem theoretischen Niveau seiner Zeit liege. Eine wohlwollendere Beurteilung erfährt der Ökonom in T. Funk-Brentanos Einführung zur Werk-Ausgabe von 1889 sowie in P. Lavalleys L'Œuvre économique de Antoine de Montchrétien (1903).
Von seinem Aufenthalt in Holland beeinflusst, nahm Montchrétien ab 1610 Partei für die Hugenotten, was ihn schließlich seinen Ruf kostete – er wurde mehrmals angeklagt, Falschgeld produziert zu haben – und 1621 schließlich sein Leben. Er wurde bei einem hugenottischen Aufstand gegen den König von französischen Truppen erschlagen.

## Abhandlung über die Volkswirtschaft
Montchrétien war ein typischer Merkantilist und geradezu begeistert von der Idee, den Reichtum der Nation mithilfe eines im Ausland erzielten Handelsüberschusses zu steigern. Die Anhäufung von Gold oder Luxusgütern begeisterte ihn und war für ihn Zeichen für einen modernen Staat und wirtschaftliche Effizienz.

### Volkswirtschaft und Privatwirtschaft
Nach Montchrétien zielen sowohl der Staat als auch Personen oder Familien danach, Reichtum anzuhäufen. Das Ziel der Volkswirtschaft ist es, den Reichtum des Landes insgesamt zu erhöhen. In diesem Sinne ist Wirtschaft politisch. Um die Bereicherung der Nation zu garantieren, muss der Fürst ein aufgeklärter, für die Belange des Handels interessierter Souverän sein und kein Despot.
Die Politik sollte darauf abzielen, die Marktwirtschaft zu stärken und zu ermöglichen, dass Einzelpersonen ihre persönlichen Interessen verfolgen können. Trotzdem muss der Staat dafür sorgen, dass die Ordnung aufrechterhalten wird, den Handel reglementieren, die Entwicklung von Manufakturen unterstützen, sowie Transport- und Kommunikationswege zur Verfügung stellen. Vor allem die Seefahrt, in der er die günstigste Transportart sah, müsse vom Staat unterstützt werden. Die Autoritäten müssen insgesamt die Privatwirtschaft unterstützen, so dass Einzelne sich, und dadurch indirekt ihre Nation, bereichern können.
Die Bevölkerungspolitik des Staates soll darauf abzielen, dass jeder Mensch Arbeit hat und sich auf diese Weise ebenfalls bereichern kann. Der Staat selber soll Werkstätten einrichten und ihnen Arbeiten im öffentlichen Interesse anbieten. Er soll zudem eine Funktion der sozialen Regulierung übernehmen, den Arbeitsmarkt, aber auch den Frieden innerhalb des Landes fördern. Unter Letzterem versteht Montchrétien unter anderem eine „optimale Bevölkerung“. Der Staat soll dafür sorgen, dass genügend Menschen zur Verfügung stehen, um die zur Verfügung stehenden Ressourcen optimal zu nutzen und keine Felder brachstehen zu lassen. Ein Bevölkerungsüberschuss könnte zur Verarmung führen, weshalb er zur Eroberung neuer Territorien eingesetzt werden soll. Auf der anderen Seite sollen verarmte Bevölkerungsteile durch Berufslehren zu wertvollen Ressourcen der Nation gemacht werden. Eine selektive Immigrationspolitik soll dafür sorgen, dass sich talentierte Unternehmer und Händler ansiedeln.

### Landwirtschaft, Industrie und Handel
Für Montchrétien sind Landwirtschaft, Industrie und Handel miteinander verflochten. Der Landwirtschaft sprach er jedoch eine Schlüsselrolle zu. In der Landwirtschaft beginnt für ihn der Reichtum. Ohne industrielle Produktion, die landwirtschaftliche Produkte weiterverarbeitet und ohne Handel, der diese Produkte anschließend gewinnbringend verkauft, wäre jedoch kein Reichtum und somit auch keine gesellschaftliche Entwicklung in Richtung einer verstärkten Arbeitsteilung möglich, die ihrerseits erst den für die Entwicklung der Wirtschaft nötigen technischen Fortschritt ermöglicht.

### Handel und Gold
Menschliches Handeln ist nach Montchrétin durch die Suche nach Profit bedingt. Bedürfnisse führen zu einer Nachfrage, die ihrerseits die Produktion bestimmt. Im Gold und im Goldhandel sah er das Zentrum und das ultimative Ziel menschlichen – auch wirtschaftlichen – Handelns. Deswegen waren für ihn ein stabiles Geld, gesunde öffentliche Finanzen und eine gerechte Verteilung der Steuereinnahmen unabdinglich für eine moderne Volkswirtschaft.

### Nationalismus und Kolonialismus
Montchrétien präsentierte Frankreich als eine von allen begehrte, schöne Frau, die Neid und Besitzwillen auf sich ziehe. Seiner Meinung nach war Frankreich von seinen Nachbarn bedroht, die nichts anderes im Sinne haben, als seine Reichtümer zu plündern. Deshalb muss der König reagieren, Krieg gegen seine Nachbarn führen, Kolonien erobern und sein Territorium ausweiten.